# Hotsuma tsutae

Le.
Source originale de Yasutoshi Waniko (1775).

Le Hotsuma tsutae (秀真伝), également Hotuma tsutaye est un complexe poème épique de l'histoire légendaire du Japon qui diffère sensiblement de la version dominante rapportée dans le Kojiki et le Nihon shoki. Son ancienneté est indéterminée.
Bien que de nombreux partisans allèguent que le Hotsuma est antérieur à la mythologie dominante, le premier manuscrit connu a été consacré à un temple par Waniko Yasutoshi (aussi connu sous le nom de Yunoshin Ibo) en 1775. Quelques extraits ont été publiés et traduits en japonais moderne en 1884, édition mentionnée par Hirata Atsutane dans son ouvrage sur le jindai moji, système d'écriture japonais développé avant l'utilisation des caractères chinois mais qui, par ailleurs, ignore l'ouvrage. Le kokugaku d'Atsutane est principalement consacré au Kojiki et le Hotsuma tsutae aurait seulement embrouillé ses théories. Le manuscrit de Yasutoshi a failli être perdu mais a été découvert et sauvé en 1993 à la suite de la publication de certains livres populaires sur le sujet au milieu du XXe siècle par Yoshinosuke Matsumoto.
Connu pour son texte et son rythme, le Hotsuma tsutae est écrit en yamato kotoba (en) qui n'emploie que du vocabulaire japonais antérieur au contact avec la Chine. Une partie du yamato-kotoba utilisé dans le Hotsuma tsutae est attestée ailleurs dans le vieux corpus japonais mais possède des parallèles avec d'anciens mots, ce qui signifie que s'il s'agit d'un canular de la fin de l'époque médiévale, il est extrêmement élaboré. Entre autres choses, dans sa partie avant tout historique et non mythologique, le texte traite des naissances, des vies et des décès des kamis de l'histoire et des sanctuaires populaires japonais. Dans ce cas, le mot « kami » est utilisé pour signifier quelque chose comme des rois et non des « divinités ». Dans le poème, Amaterasu, le soleil kami du shinto, est un homme et non pas une femme comme il est écrit dans les documents officiels. Matsumoto théorise qu'Amaterasu a été féminisée dans le Kojiki et le Nihon shoki afin de fournir une justification 
au règne de l'impératrice Suiko qui occupe le trône du chrysanthème juste avant la rédaction des documents.
Bien que pour la plupart d'entre eux les universitaires japonais restent indifférents à ce texte, certains chercheurs sont d'avis qu'il peut avoir été écrit à l'époque d'Edo. Cela est dû aux affirmations selon lesquelles le texte a été écrit dans un alphabet original japonais mais, dans les milieux universitaires, l'existence de l'écriture au Japon avant l'utilisation des caractères chinois est niée. L'opinion générale est qu'il s'agit d'un faux. Aucune conclusion définitive n'a cependant encore été posée.